# Agression sexuelle entre enfants
L'agression sexuelle entre enfants est une déclinaison de l'agression sexuelle sur mineur dans laquelle un enfant prépubère subit un abus sexuel par un autre enfant ou adolescent, voire plusieurs, sans intervention directe d'un adulte. Ces agressions sexuelles peuvent être commises par la violence physique, les menaces, la tromperie ou des manipulations affectives pour obtenir la coopération de la victime. Cependant, il peut aussi s'agir de circonstances dépourvues de coercition, dans lesquelles le proposant sollicite ou commence un acte sexuel dont la victime ne comprend pas la nature et qu'elle se borne à accompagner, sans en appréhender les implications ou les conséquences. D'après une victime, la pression sociale pourrait aussi jouer un rôle. Deux types de situation peuvent être distingués d'une part les situations d'abus entre enfants et d'autre part les situations à connotation sexuelles vécues comme violentes.
Les abus sexuels entre enfants sont distincts des jeux se fondant sur les normes de genre ainsi que de la curiosité anatomique et des explorations (« jouer au docteur ») induites par la sexualité infantile conventionnelle, car les abus sexuels d'un enfant sur un autre reflètent la volonté patente et délibérée d'une stimulation sexuelle, jusqu'à l'orgasme. Ces abus sexuels peuvent être commis entre enfants d'une même famille. Quand les victimes d'abus sexuels dans la fratrie grandissent, elles conservent souvent un souvenir déformé des circonstances, s'imaginant que l'acte était consenti ou qu'elles l'avaient proposé.

## Faits concernés

### Comportements normaux ne relevant pas de l'abus sexuel
Les faits concernés doivent être distingués du développement psychosexuel normal de l'enfant. Le jeune enfant prépubère explore son corps, y compris ses organes génitaux. Les érections ou les excitations vaginales peuvent avoir lieu dès la petite enfance. La sexualité peut se manifester par des activités d'autostimulation, de voyeurisme, d'exhibitionnisme ou des jeux sexuels avec des proches. Les critères suivants sont à prendre en compte pour distinguer un comportement sexuel normal de celui d'un comportement abusif, « à l’âge de l’enfant, son niveau de développement, la fréquence de ce comportement chez les pairs, et l’absence de conséquences négatives à court comme à long terme. » Les activités sexuelles dites normales sont pratiquées seul ou à plusieurs avec le consentement d'autrui, se limitent à des attouchements ou à de l'exploration et ont une durée limitée dans le temps. L'enfant peut éprouver de l'embarras à leurs sujets, mais n'éprouvera pas des émotions comme la honte, la crainte, la colère, la culpabilité ou de l'anxiété.

### Comportements anormaux et relevant potentiellement de l'abus sexuel

#### Généralités
Selon le pédiatre Jean Labbé, le comportement de l'enfant est inquiétant dans les cas suivants : l'enfant démontre une préoccupation excessive pour la sexualité pouvant interférer avec son développement, une connaissance de la sexualité en décalage avec son âge ou se masturbe en public ou sans se cacher ou de manière compulsive - bien qu'un adulte lui ait expliqué de ne pas le faire publiquement. Dans le cadre d'une relation avec un partenaire, ils sont dans des positions inégales (différences d'âge, de développement, de statut). La relation n'est pas celle d'un jeu ou d'une exploration ou bien s'accompagne de violences ou de menaces. L'enfant ne comprend pas les limites des autres. Les comportements ont des conséquences négatives et déclenchent des sentiments de culpabilité, de honte et de peur. Les comportements sont fréquents ou démontrent une connaissance sexuelle en décalage avec l'âge voire relèvent de la sexualité d'adulte ou prennent le pas sur d'autres activités du quotidien. Il arrive que certains enfants souffrent de déviances sexuelles telle que la zoophilie,. L'exposition à des images pornographiques peut également être vécue comme violente et engendrer des traumatismes. Les comportements problématiques peuvent également se caractériser par des comportements érotisés ou des prises de risques pouvant amener à de situations sexuelles violentes.
Le fait que ces comportements continuent malgré les interventions des adultes doit interroger l'entourage de l'enfant.

#### Inceste entre mineurs
Les incestes adelphiques ont lieu entre des enfants d'une fratrie issue des mêmes parents. Les abus sexuels entre les demi-frères, les demi-sœurs et les quasi-frères et sœurs ou des cousins sont également des cas d'inceste,. Les incestes au sein de la fratrie seraient des abus sexuels entre enfants à partir du moment où l'expérience est vécue comme traumatisante. Ce type d'inceste serait plus répandu que les incestes de parents à enfants. Pourtant, bien qu'étant un phénomène à la fois connu et relativement fréquent, l'inceste reste un sujet sensible de l'ordre de l'indicible en raison du caractère sacré de la famille et des enfants.

#### Harcèlement à caractère sexuel
Une étude suisse Optimus pointe l'ampleur du cyberharcèlement entre les adolescents. Sur le panel des 6 700 élèves de neuvième année interrogés, près d'une jeune fille sur trois a déjà fait l'objet de « remarques désobligeantes », a reçu des photos ou des vidéos à caractère pornographique ou des invitations de participations à des actes sexuels à distance. Le harcèlement peut également avoir lieu par sms (« sexting ») ou bien de manière plus conventionnelle dans la cour de récréation. Le fait qu'un enfant ou adolescent en injurie un autre avec des jurons obscènes est également une forme d'abus sexuel.

### Contexte de survenance
La majorité des abus ont lieu à l'école ou dans le cercle familial ou dans le contexte de garde par une sœur ou un frère plus âgée. En France, les établissements médico-sociaux peuvent également être un contexte de survenance. Le manque d'intimité et la question de la vulnérabilité et de discernement sont des particularités de ce type de contexte. D'une part, le manque d'intimité pourrait favoriser les pratiques exhibitionnistes. D'autre part, les personnes impliquées peuvent souffrir d'une maladie ou d'un handicap qui les rend plus vulnérables. En outre, la notion de consentement étant liée à celle du discernement, des questions spécifiques peuvent apparaître lorsque les personnes impliquées sont atteintes de troubles mentaux. Par ailleurs, les professionnels peuvent se sentir en difficulté face à la question des abus sexuels entre les mineurs.

## Causes

### Le poids déterminant de l'environnement

#### Violences sexuelles
Dans le cadre des abus sexuels d'un mineur sur un autre, les jeunes enfants qui n'ont pas atteint la maturité sexuelle sont incapables de connaître des actes sexuels spécifiques sans une source extérieure,,. Par conséquent, les enfants qui commencent ou sollicitent des actes sexuels évidents sur d'autres enfants sont, la plupart du temps, victimes d'abus sexuels antérieurs, soit par un adulte,,, soit par un autre enfant qui lui-même a subi une agression par un adulte,. Plus de la moitié des enfants victimes d'abus sexuels ont subi une agression par au moins deux auteurs.
Dans certains cas, l'enfant qui commet ces actes a été exposé à des contenus pornographiques volontairement ou involontairement, ce qui peut aussi constituer une forme d'abus sexuel sur mineur,, car il s'agit de « véritables effractions dans le développement sexuel ». Ce phénomène s'explique par le caractère obscène, répétitif, obsédant et violent des images, dans lesquelles les corps représentés sont fragmentés et désincarnés. La relation sexuelle est réduite à sa dimension mécanique.
Dans d'autres cas, l'enfant a plusieurs fois été témoin d'activités sexuelles entre des adultes alors qu'il était très jeune, ce qui peut aussi constituer une forme d'abus sexuel sur mineur.

#### Autres causes
Selon le professeur en pédiatrie Jean Labbé, la théorie voulant que les agresseurs mineurs auraient nécessairement été victimes eux-mêmes d'abus sexuels serait seulement partiellement exacte, car elle s'applique surtout aux auteurs d'abus les plus jeunes. Il invoque également d'autres causes, comme le « vécu dans un milieu sexualisé ». Par exemple, les parents se montrent nus, les enfants sont témoins d'activités sexuelles, les moments d'intimité de l'enfant sous la douche et le bain ne sont pas respectés à un âge avancé, etc. L'enfant aurait ainsi du mal à intégrer la notion du respect de l'intimité d'autrui.
Une autre cause pourrait être également des maltraitances sans dimension sexuelle, l'auteur de l'abus agissant dans ce contexte pour compenser son mal-être. De plus, les problèmes psychologiques en général ou un mal-être pourraient induire ces comportements inappropriés,. Le retard mental du sujet pourrait aussi induire des comportements sexuels en décalage avec l'âge chronologique.
Selon Ursula Perona, une éducation trop stricte ou le machisme pourraient également être des facteurs favorisants.

#### Contextes familiaux et inceste
Les fonctionnements familiaux où les rôles et les affects sont confus seraient favorables à la survenue de relations incestueuses. C'est pourquoi d'après la psychologue Ivy Daure, bien comprendre l'inceste implique de prendre en compte le contexte familial.

#### Contexte social et politique
Pour la psychiatre et sexologue Mireille Bonierbale, le fait que des enfants ou adolescents puissent être des proies ou des agresseurs est particulièrement difficile à accepter, car dans l'inconscient collectif la violence sexuelle a longtemps été associée à l'image du « sadique ». Dans ces conditions, la personne à l'origine des violences ne peut être un proche, comme un parent ou un ami. De plus, l'éducation sexuelle de masse se concentre sur les mécanismes physiologiques individuels au détriment des dimensions relationnelles et ce dans une société du profit où l'autre est réduit à un moyen d'assouvir ses besoins, voire à un objet.

### Intentions de l'auteur
Il peut être difficile de discerner si l'enfant ou l'adolescent a conscience ou non de la gravité de son acte : cela dépend « de son âge, de ses capacités de raisonnement et de sa maturité ». Dans de nombreux cas, l'enfant ou l'adolescent qui commet cet abus sexuel n'a pas l'intention d'infliger des souffrances à la victime : il agit sous le coup d'une impulsion éphémère. Cependant, l'acte peut toujours porter atteinte à l'autre enfant et demeure un abus sexuel sur mineur, commis par un autre mineur. En outre, les enfants qui ont subi ces avances sexuelles non désirées ne comprennent pas toujours la gravité de l'acte qu'ils ont subi.

### Profil psychologique des auteurs présumés

#### Généralités
Une équipe de chercheurs anglo-saxons et belges a établi le profil psychologique suivant. Les auteurs mineurs d'abus sexuels sur mineurs auraient en moyenne 14 ans au moment des faits. Ils seraient concernés par des troubles de la personnalité, un défaut de mentalisation, des difficultés de socialisation et des difficultés d'apprentissage. Ils auraient vécu de l'isolement et auraient grandi dans des contextes familiaux instables. Leurs parents pourraient être distants ou absents, maltraitants, abusifs ou alcooliques. Ce contexte difficile pourrait entraîner un passage à l'acte à l'adolescence et ce dans l'entourage immédiat, notamment sur un frère ou une sœur plus jeune (qui aurait en moyenne 7 ans). La majorité des agressions ne surviendrait qu'une fois et ce dans le cadre familial. Le caractère répété serait plus fréquent chez les victimes féminines jeunes.

#### Les cas d'inceste
Selon Jean-Paul Mugnier, les situations suivantes favoriseraient les incestes au sein des fratries. Dans le premier scénario, l'auteur des faits fait l'objet d'une attention particulière de ses parents, ce qui invisibiliserait la victime de la fratrie. L'auteur des faits manquerait de confiance en lui et préférerait expérimenter avec un partenaire proche. Dans le deuxième scénario, les doutes de l'auteur sur sa propre sexualité seraient un facteur favorisant l'abus. L'expression recouvre une pluralité de situations. Le chercheur cite le cas d'un enfant de sept ans se sentant homosexuel et n'arrivant pas à en parler avec ses parents qui aurait abusé sa sœur pour se convaincre de son hétérosexualité. Dans le cas des auteurs adolescents, ils agiraient sous le coup d'une pulsion incontrôlable ou d'une perte de conscience de soi dans le cadre de troubles de la santé mentale (décompensation psychotique, schizophrénie) ou « de difficultés liées à une problématique d'abandon » et de confiance en soi. Dans le troisième scénario, les parents sont apparemment présents mais subviennent aux besoins matériels de l'enfant sans le combler sur le plan affectif. L'auteur qui ressent alors un vide affectif abuserait alors de son frère ou de sa sœur pour s'apaiser.
La psychologue Ivy Daure décrit pour sa part deux situations favorables à l'inceste, d'une part, une proximité affective forte associée à des difficultés parentales, d'autre part, l'asymétrie relationnelle dans laquelle un des enfants -souvent le plus jeune- est rejeté par l'autre. Dans le premier cas, le caractère incestueux serait une stratégie pour surmonter les difficultés propres au contexte familial, cependant l'agresseur ferait rarement appel à la violence. Dans le second cas, les relations seraient caractérisées par de la violence et de l'agressivité. L'agresseur rejetterait l'autre, la victime au contraire serait dans une situation de manque affectif, ce qui le rendrait vulnérable. Ce contexte serait favorable à une montée progressive de la violence et des abus sexuels.
Les cas d'inceste entre les enfants non-issus des deux mêmes parents — demi-sœurs et demi-frères ou quasi-frères et sœurs — pourraient parfois être une forme de réponse à l'évolution de la composition familiale. Il pourrait s'agir d'une stratégie pour rejeter cette nouvelle famille.

## Prévalence
D'une part, les statistiques produites par les institutions judiciaires relèvent uniquement les faits rapportées à la police et à la justice, par conséquent elles ne sont pas entièrement représentatives des abus réellement commis. D'autre part, la méthode des enquêtes réalisées auprès d'échantillons représentatifs présenterait également des limites, même si elle permettrait de révéler la délinquance cachée.

### En Afrique

#### En Afrique du Sud
L'existence du phénomène n'est reconnue que depuis peu comme un problème majeur. Une étude de 2004 estimait que 42 % des abus sexuels sur mineurs signalés au numéro d'aide Childline seraient commis par d'autres enfants. Le journal Pretoria News estimait en 2006 que 82 enfants par jour en moyenne sont poursuivis pour des abus sexuels ou des viols sur des enfants en Afrique du Sud. Un phénomène qui serait en augmentation de 22 % depuis le début de la pandémie selon le centre du droit des enfants de la faculté de droit de Pretoria.

#### Au Cameroun
Une étude a été menée sur des abus sexuels à Yaoundé sur 78 mineurs victimes d'inceste. Sur cet échantillon, 30 % des abuseurs étaient des mineurs de moins de 21 ans (6 personnes sur 20) et majoritairement des hommes. Ils étaient des frères de la victime dans deux cas de l'échantillon (7,4 %) et des cousins dans 3 cas (11,1 %).

#### Au Sénégal
Une étude sur les viols sur mineurs publiée en 2014 a analysé 162 dossiers judiciaires de cas de violences sexuelles dans la région de Kolda sur une période de 19 ans de décembre 1992 à décembre 2011. Il en ressort que l'âge moyen des victimes est de 12,3 ans, le plus jeune ayant 4 ans et le plus âgé 17 ans, tandis que l'âge moyen des agresseurs est de 26,4 ans et situé entre 11 et 60 ans. Les agresseurs mineurs représentent 13 % du total de l'échantillon analysé.

### En Amérique du Nord

#### Aux États-Unis
Selon une étude réalisée à partir des données du département de la justice, 35,6 % des agressions sexuelles sur des enfants seraient commises par des mineurs. Sur cette proportion de 35,6 %, 25 % des agressions seraient commises au sein de la fratrie. Les victimes d'inceste au sein de la fratrie seraient majoritairement des garçons et plus jeunes que l'agresseur.
Selon l'association américaine Defending Innocence, le pic des agressions a lieu entre 12 et 14 ans pour l'agresseur, la victime pouvant être plus jeune. La majorité des agresseurs connaissent leurs victimes qui font partie du cercle proche. Au moins 40 % des victimes seraient agressés par des enfants plus forts ou plus âgés qu'eux. Par ailleurs, une prise en charge précoce permettrait d'éviter le risque de récidive.

#### Au Canada
Une étude canadienne montrerait que 32 % des agressions sexuelles sur mineurs signalées aux services sociaux auraient eu lieu au sein de la fratrie.

### En Europe

#### En France
En 2003, selon l'Observatoire national de la délinquance, les mineurs représenteraient une personne sur quatre au total sur tous les mis en cause pour violence sexuelle. La proportion des mineurs mis en cause pour violences sexuelles aurait augmenté de 70 % entre 1996 et 2003. Les condamnations pour violences sexuelles auraient quant à elles augmenté de 104 % entre 1996 et 2006, elle concerne avant tout les adolescents. Chez les mineurs entre 9 et 14 ans. Cette augmentation s'expliquerait par une hausse des signalements, les victimes hésitant moins qu'avant à porter plainte. En 2018, selon le ministère de l'Intérieur, 8 % des suspects de violences sexuelles ont moins de 18 ans. Le nombre de signalements auprès des services de gendarmerie serait en hausse, ce qui se traduirait par une augmentation du nombre d'enquêtes. En effet, la part des mineurs condamnés pour des actes de violences sexuelles a augmenté, étant 11 fois plus nombreux en 2010-2011 qu'en 1984-1985.
Le nombre d'infractions à caractère sexuel comptabilisé serait faible chez les enfants de 9 à 12 ans ce qui s'explique en partie par la taille relativement réduite de chaque classe d'âge (environ 400 000 garçons). Les victimes de ces abus seraient majoritairement des mineurs de moins de 15 ans, 100 % pour les agresseurs de 9 ans, 66 % pour ceux de 14 ans. 39 % des viols sur mineurs seraient commis par des personnes également mineures.
La prévalence du phénomène reste toutefois difficile à évaluer. Les abus sexuels entre les enfants ne sont que peu signalés, le manque de sensibilisation du public et l'absence de témoins adultes au moment des faits étant en cause. Même lorsque des adultes ont connaissance de ces abus, ceux qui n'en saisissent pas les répercussions vont parfois s'en désintéresser, estimant qu'il s'agit d'actes inoffensifs comme des jeux ou de la curiosité voire une découverte de la sexualité. De plus, le phénomène a également longtemps été ignoré par les professionnels. La gynécologue et endocrinologue Violaine Guérin de l'association Stop violence sexuelle estime que le nombre de cas est sous-évalué et constate une augmentation du nombre de demandes d'assistance à son association de la part des victimes. Les chercheurs Michel Botbol et Luc Henry-Choquet constatent dans un article de 2011 que les autorités judiciaires publieraient peu de statistiques sur le sujet. Le faible nombre de données aurait conduit la Direction de la Protection judiciaire de la jeunesse a encouragé des travaux sur le sujet.

#### En Suisse
Selon une étude suisse de 2013 réalisée sur des adolescents de 13 à 19 ans, 22 % des filles et 8 % des garçons ont déjà été victimes d'une agression sexuelle comportant une forme de contact physique, la majorité des agressions étant commise par les jeunes eux-mêmes. Dans 42 % des cas, l'agresseur présumé est un partenaire amoureux ou un ancien partenaire, dans 39 % des cas un camarade. Les facteurs de risques seraient les suivants : le sexe, le contexte familial, la nationalité et le mode de vie. En effet, les filles seraient plus exposées. Les victimes seraient plus fréquemment élevées par des parents négligents ou maltraitants. Le milieu festif avec la consommation de drogue ou d'alcool serait un contexte à risque. La prévalence serait plus forte dans des milieux violents, les victimes d'abus sexuels étant également victimes d'autres formes de violence. L'utilisation fréquente d'Internet serait également un facteur. Enfin, les abus sexuels seraient plus fréquents chez les adolescents n'ayant pas la nationalité suisse.

## Répercussions

### Pour la victime

#### Répercussions psychologiques

##### Généralités
D'après le pédiatre Jean Labbé, la perception des faits serait plus importantes par les enfants que les gestes en eux-mêmes. L'enfant peut présenter des signes de nervosité, ressentir de la honte et de la culpabilité. Lorsque l'agression prend une forme s'approchant du jeu, l'enfant victime peut présenter les signes spécifiques suivants comme « un manque de plaisir à jouer » visible à travers une absence de rire ou de sourire ou « une hypermaturité » dans le regard.
Les enfants victimes d'abus sexuels par d'autres enfants, y compris dans leur fratrie, affichent fréquemment les mêmes problèmes que les enfants victimes d'adultes, comme des troubles anxieux, la dépression, l'abus de substances, le suicide, des troubles des conduites alimentaires, des troubles de stress post-traumatique, des troubles du sommeil et des difficultés à faire confiance aux autres dans le cadre d'une relation,. Par ailleurs, la victime tend à penser que l'acte subi était normal et peut croire qu'elle en était à l'origine ou qu'elle y a consenti.
Muriel Salmona, psychiatre et chercheuse sur le sujet de la mémoire traumatique, insiste sur le fait que la victime sera traumatisée par l'évènement, même en cas d'oubli des faits. Par ailleurs, elle donne l'exemple d'une victime ayant subi un inceste à 6 ans par son cousin de 16 ans. À l'adolescence, elle souffrait de crise d'angoisse, de migraines fréquentes, de vaginisme et d'une amnésie traumatique complète. Elle était également en situation de difficultés scolaires.

##### Apport de la thérapie des schémas
Les psychologues Jeffrey Young et Janet Klosko ont développé la thérapie des schémas. Les traumatismes d'enfance créeraient chez les sujets des schémas, c'est-à-dire des dispositions qui influeraient notre personnalité, nos actes et notre façon de penser. Les victimes de tout type d'abus et de maltraitance peuvent présenter le schéma méfiance et abus qui est reconnaissable par des émotions fortes s'exprimant notamment à travers des crises de larmes ou de colères subites, de la dissociation, une méfiance à l'égard d'autrui et de l'hypervigilance. Certaines victimes réagiraient par l'agressivité ou la violence comme d'un mécanisme de défense. En conséquence, les crises de colère compliqueraient les relations avec leur entourage. Dans le pire des cas, elles deviendraient elles-mêmes des agresseurs. La thérapie des schémas propose aux victimes de travailler sur leur souffrance en utilisant des exercices et des techniques d'imagerie mentale.

#### Répercussions médicales et physiques

##### Le rôle du personnel médical dans la détection
En cas de soupçon d'un abus sexuel par un autre mineur, le pédiatre et chercheur Jean Labbé recommande à ses confrères de questionner l'enfant avec douceur, sans être trop insistant et ce en privé. L'enfant doit être libre de s'exprimer avec ses propres mots. Les questions doivent être ouvertes et formulées simplement, par exemple : « Y a-t-il quelqu’un qui t’a fait quelque chose qu’il n’aurait pas du faire ? ;
Est-ce que quelqu’un t’a fait quelque chose que tu ne voulais pas ? ;
Y a-t-il quelqu’un qui t’a touché d’une façon qu’il n’aurait pas du ? ;
Est-ce que quelqu’un t’a touché à un endroit que tu ne voulais pas ? ».
Jean Labbé conseille ensuite au médecin de procéder à un examen ano-génital avec le consentement de l'enfant. S'il n'est pas prêt, mieux vaut reporter l'examen à un autre moment. 85 % des abus ne laisseraient pas de trace physique, 10 % des examens identifient des traces non spécifiques et 5 % des examens détectent des traces manifestes d'abus. Plusieurs explications sont avancées par le chercheur : certains types d'abus se font sans contact physique, les contacts physiques peuvent être pratiqués sans brutalité et sans laisser de trace, les lésions causées disparaissent rapidement voire complètement à l'issue du processus de guérison. Les risques de transmission d'une maladie sexuellement transmissible seraient faibles chez l'enfant prépubère. L'intérêt d'examens complémentaires est donc à apprécier au cas par cas par le médecin.
En France, les cas de pénétration sont considérées comme des cas d'urgence médico-légales. Si la situation l'exige la victime peut être réorientée vers des unités de médico-judiciaires ou de victimologies. Ces dernières peuvent également conseiller d'autres professions médicales.

##### Posture professionnelle et formation du personnel médico-social

###### Manque de formation du corps médical
La docteure Muriel Salmona, psychiatre-psychothérapeute spécialiste en traumatologie, estime que le personnel médical est insuffisamment formé aux violences sexuelles en général. En effet, 82 % des étudiants en médecine n'ont jamais été formé aux violences sexuelles, alors qu'une majorité des étudiants (95 %) considèrent que le corps médical est un soutien important pour les victimes. Ce manque de formation complique la prise en charge des victimes, ce qui est une perte de chance et peut conduire à des soins inappropriés. Les discours du professionnel peuvent être inadaptés avec un ton éducatif, moralisateur ou culpabilisant. Par exemple, dans le cas d'un enfant se masturbant de façon compulsive, les médecins vont avoir tendance à répondre par un discours éducatif ou face à des troubles de l'attention, ils prescriront des amphétamines, sans chercher à détecter de potentiels abus sexuels. Si les parents évoquent un inceste commis par un grand frère, ils auront tendance à banaliser le sujet le reléguant à des jeux d'enfant.

###### Posture professionnelle recommandée
Par ailleurs, le personnel médico-social peut être influencé dans son travail par les représentations sur les victimes et les auteurs de violences sexuelles. Dans leur article « Agir face à une situation de violence sexuelle au sein de son institution », Cécile Miele, Candice Moral Petiniot, Anne-Hélène Moncany et Nathalie Canale leur recommandent de ne pas enquêter sur les faits par soi-même, de prendre en compte la parole des victimes et de respecter le cadre légal. Ils devraient traiter les patients avec professionnalisme en leur apportant les soins et l'écoute nécessaire. Le travail en équipe est conseillé pour éviter tout biais individuel à l'égard des personnes concernées.
Les professionnels du milieu médico-social peuvent être mal à l'aise par « manque d'expériences réflexives et de mots pour relater les faits ». L'enjeu est de trouver une posture juste dans la prise en charge, ce qui est difficile car l'évaluation doit prendre en compte les facteurs suivants : l'âge de l'enfant, le contexte, les conséquences des actes de l'enfant sur lui-même ou un tiers. L'évaluation dépend également de l'appréciation subjective du professionnel, d'où le caractère épineux du sujet. Le jugement moral ou une trop grande permissivité accordée à l'enfant ne sont pas une réponse appropriée à apporter à l'enfant ou à l'adolescent. La bonne réaction serait d'avoir une discussion ouverte avec le jeune concerné, car il est possible que le comportement reproché n'avait pas de portée sexuelle à ses yeux. Dans ce cas, une discussion ouverte peut contribuer à désamorcer le malaise. Par ailleurs, même si le déroulement de l'abus implique une préparation, une scénarisation parfois accompagnée d'une jouissance et peuvent évoqués des comportements pervers, mieux vaut ne pas conclure à la perversité de l'enfant.
Certains faits nécessitent une réponse pénale. Dans cas, la loi française oblige le professionnel à signaler les faits. Selon le contexte, l'article applicable peut être soit l'article 375 pour « signalement d'enfant en danger » ou de l'article 40 pour « suspicion de crime ou délit sur autrui ». Parfois, il serait difficile d'établir clairement quel article s'applique.

#### Facteurs aggravants
Les principaux facteurs qui déterminent la sévérité des symptômes sont le recours à la force ou à la coercition, la fréquence des abus et le caractère intrusif des actes. Les victimes sont aussi davantage exposées aux abus au cours de leur vie. Le fait que l'agresseur soit mineur ne change rien à la violence du traumatisme pour la victime,.

### Pour l'auteur présumé
Les mineurs ayant entrepris une activité sexuelle non consentie sur une autre personne peuvent être vus comme la variante juvénile des délinquants sexuels et peuvent relever du même groupe, si leur population est suffisante. Toutefois ces enfants sont animés de motivations différentes de celles des agresseurs sexuels adultes et ils ont tendance à mieux réagir aux traitements. Certains chercheurs alertent sur le risque d'étiqueter ces enfants comme des délinquants sexuels en devenir,. Dans le cas d'une procédure judiciaire, les moments de verbalisation et d'écoute sont nécessaires pour permettre à l'auteur de comprendre la gravité de son geste.
En institution médico-sociale, les soignants pourraient modifier leur comportement face à un patient soupçonné de violences sexuelles au sein de l'établissement ce qui peut nuire à la qualité des soins. Or, l'auteur présumé ne se résumerait pas à son acte et aurait besoin d'aide. En France, il existe des centres de ressources pour les intervenants auprès des auteurs de violences sexuelles qui peuvent accompagner les équipes confrontées à ces situations et faire appel si besoin à des soignants spécialisés.

### Pour les deux parties
Les deux parties, victime et coupable, ont besoin d'un accompagnement psychologique et médical, la victime pour surmonter son traumatisme et le coupable pour travailler sur son comportement et éviter de récidiver. Pour la victime, révéler son agression dans un délai d'un mois après sa survenance réduirait les risques de dépressions futures associées à cet abus. Par ailleurs, la victime a besoin d'être cru et d'être écouté.

### Pour l'entourage

#### De la victime
Les parents de la victime doivent faire preuve d'écoute, de soutien et d'attention, l'abus pouvant entraîner des blessures physiques ou mentales. Le fait de se confier même longtemps après les faits doit être encouragé. Les parents doivent faire comprendre à l'enfant que ce qui lui est arrivé n'est pas normal.

#### De l'auteur présumé
Lorsqu'ils apprennent l'existence de comportements abusifs par leurs enfants sur des pairs, les parents peuvent se sentir désemparés ou bien minimiser la gravité des faits. Or il est important d'identifier les origines de ce comportement abusif, ainsi que de faire comprendre à l'enfant la gravité de son geste.

### Réactions de banalisation ou de résistance

#### Par l'entourage

##### Généralités
Une des victimes ayant témoigné pour le journal en ligne Madmoizelle.com dit avoir fait face à beaucoup de réactions de banalisation de son entourage après s'être confiée. Une institutrice rapporte les réactions de minimisation de ces collègues et du directeur de son école après un abus sexuel entre élèves. Selon un article d'informations aux parents du Land de Bavière, les parents étant confrontés aux comportements abusifs de leurs enfants peuvent être tentés de minimiser leurs actes.

##### Dans les cas d'inceste
Certains parents auraient des difficultés à percevoir les traces et les signes d'inceste entre leurs enfants, parfois en raison de l'histoire familiale. Dans les cas d'inceste, ils arrivent que les victimes soient mises à l'écart du cercle familial. Si l'agresseur est une personne brillante, les parents peuvent interpréter la dénonciation des faits comme de la jalousie ou une volonté de nuire. À l'inverse, si l'agresseur souffrait de problèmes de santé mentale, les victimes se verraient parfois reprocher d'accabler une personne déjà en difficulté.

#### Par les chercheurs
La gravité et l'impact des incestes au sein des fratries ont souvent été minimisés par les chercheurs, ces derniers percevant ces pratiques comme étant « des jeux exploratoires consensuels ». Le phénomène de l'inceste entre pairs est encore sous-étudié, alors qu'il pourrait avoir des conséquences graves pour la victime sur le plan du développement.

#### Par les institutions médico-sociales
Lorsque des abus sexuels notamment entre des mineurs ont lieu au sein d'établissements médico-sociaux, ils peuvent révéler des dysfonctionnements au sein de l'institution. À la suite de la révélation d'une violence sexuelle, cette dernière peut réagir par des mécanismes de protection. Celles-ci peuvent s'exprimer par le rejet de l'auteur présumé ou de la victime par déni des faits ou encore par la désignation de boucs-émissaires. La révélation peut également affecter les équipes soignantes et leur bon fonctionnement.

##### Par le corps médical
Le corps médical serait insuffisamment formé au sujet des violences sexuelles. Dans son livre, Le livre noir des violences sexuelles, la docteure Muriel Salmona rapporte des propos de médecins banalisant l'inceste, évoquant « des incestes heureux », et qualifiant les abus sexuels entre enfants de « jeux d'enfants ».

##### Par les professionnels de la santé mentale
Une prise en charge adaptée des abus en sexuel en général suppose une bonne formation du praticien ainsi qu'une bonne connaissance de son passé traumatique et de son impact sur la prise en charge. Les praticiens peuvent aussi être traumatisés par les récits de leurs patients (traumatisme vicariant) et avoir des réactions inappropriées, voire maltraitantes de rejet de la victime ou de banalisation des faits, avec des propos comme « ce sont des jeux d'enfants ». La victime peut se sentir abandonnée voire violentée par ce type de propos.

## Suites judiciaires et traitements

### Terminologie et qualification des faits

#### En psychologie
Les chercheurs en santé mentale Bertrand Welniarz et Hasnia Medjdoub se demandent si les distinctions entre la séduction et le consentement telles qu'elles sont utilisées chez les adultes sont applicables telles quelles dans le cadre des abus entre les enfants. D'un côté, le fait que les enfants pratiquent des abus ou des jeux sexuels en secret montrent qu'ils ont conscience de braver un interdit, de l'autre la limite entre le jeu et l'abus n'est pas toujours claire. Toutefois cette difficulté peut être surmontée en s'intéressant aux impacts psychologiques des faits sur la victime. L'apparition de signes post-traumatiques chez le sujet suffirait alors à qualifier les faits d'agression.

#### En droit
Selon la docteur Violaine Guérin de l'association Stop aux violences sexuelles, les agressions sexuelles et les viols entre mineurs sont condamnés par le code pénal, l'âge ne rentrant pas en jeu dans la définition de ces crimes.
En France, le code pénal ne traite pas de manière spécifique de la sexualité entre mineurs. La sexualité entre les mineurs est déclarée libre à l'instar des relations sexuelles entre les majeurs. Pour déterminer de la légalité d'une relation sexuelle entre mineurs, il est nécessaire soit de se fonder sur la jurisprudence soit d'interpréter les dispositions du code pénal relatives aux majeurs. Pourtant, il existe des cas où le jeune âge du mineur ne lui permet pas de donner son consentement éclairé, inversement un mineur d'un très jeune âge commettant une agression sexuelle ne sera probablement pas qualifié d'agresseur. En effet, selon l'avocate Agathe Morel, en droit français, l'infraction implique le discernement, or l'enfant agresseur n'a pas toujours conscience de la gravité de son geste. Selon la chercheuse Marie Romero, la réflexion juridique se structure donc sur les deux axes suivants. Premièrement, comment qualifier les faits en l'absence de relation d'autorité entre les deux mineurs, notion importante en droit français en matière d'agression sexuelle ? Deuxièmement, comment déterminer si le mineur à l'origine de l'agression doit être tenu pour responsable pénalement ?
Les abus sexuels font peu l'objet de poursuites judiciaires pour plusieurs raisons. Premièrement parce que peu de victimes les déclarent aux autorités, deuxièmement parce que le sujet est délicat pour la justice, car les poursuites judiciaires impliquent la responsabilité pénale de l'accusé et donc son discernement. Troisièmement, la majorité des abus ont lieu à l'école ou dans le cercle familial, ce qui complique la dénonciation des agressions par les victimes. Les adultes impliqués peuvent également avoir peur des conséquences d'une telle révélation et ce pour les deux parties, l'enfant victime et l'enfant soupçonné.

### En France

#### Mesures éducatives et sanctions pénales
En France, le droit pénal des mineurs est spécifique et s'inscrit dans une démarche éducative. Les peines de prison ne s'appliquent qu'aux personnes de plus de 13 ans et paraissent peu adaptées aux jeunes âges de coupables plus jeunes. Le juge des enfants peut toutefois prendre des mesures éducatives en accord avec les psychologues et les services sociaux. Par exemple, si l'agression a eu lieu au sein de la fratrie, un placement peut être décidé. Cela constitue une mesure d'importance puisque l'enfant agresseur a pu lui-même être victime dans le cercle familial. Le juge peut également demander une expertise psychiatrique ou une mesure spécifique d'investigation et d'orientation éducative menée par une équipe composée de travailleurs sociaux, d'éducateurs et de professionnels de la santé mentale. Sa tenue a pour avantage de vérifier l'absence de carences éducatives ou de violences sexuelles dans l'environnement de l'abuseur. À la suite de cette investigation, le juge peut prendre des mesures ou des sanctions éducatives ou des peines.
L'ADN des adolescents considérés comme des délinquants sexuels peut faire l'objet d'un enregistrement dans le fichier judiciaire national automatisé des auteurs d'infractions sexuelles ou violentes (FIJAIS) à la suite de la décision du juge d'instruction ou du procureur de la République. L'inscription dans ce fichier implique certaines obligations pour la personne concernée (déclaration d'adresse, présentation régulière au commissariat). Les données sont conservées entre 20 et 30 ans. La personne concernée peut toutefois demander à être retirée du fichier si sa condamnation a préalablement été effacée du bulletin no 1 du casier judiciaire.
Juliette Rabaux insiste sur les limites de cette pratique, estimant que seul un accompagnement pluridisciplinaire du coupable permettrait d'éviter la récidive. En effet, selon elle, les violences sexuelles entre mineurs supposent de revoir les méthodes de la justice (méthode d'enquête de personnalité, évaluation psychologique, réponses pénales et éducatives). Les jeunes, victimes et coupables, doivent être accompagnés avec des solutions pénale, éducative et thérapeutique adaptées à leur âge.
Marie-Laure Gamet, médecin urgentiste et sexologue, met en garde contre une tendance qui consisterait « à assimiler les mineurs aux adultes auteurs de violences sexuelles », car une majorité d'experts judiciaires s'accordent sur le fait que conclure à un caractère pervers ou psychopathologiques des faits. Nombre d'auteurs ayant fait l'objet de poursuites judiciaires à l'âge adulte pour des faits datant de leur minorité ne font pas l'objet d'autres signalements depuis leur majorité. Toutefois, il apparaît important de repérer les auteurs les plus à risques, un nombre significatif de délinquants sexuels ayant déjà commis des violences sexuelles durant leur adolescence. En effet, une prise en charge précoce des mineurs soupçonnés d'abus permettrait de limiter les risques de récidive, 50 % des auteurs d'infraction sexuelles ayant commis leurs premiers abus à l'adolescence.
Pour la victime, la prise en charge assurée par la protection familiale du département est la même que pour les adultes.

#### Intérêts et limites des expertises psychologiques
Les experts en santé mentale sont souvent sollicités dans le cas de mineurs auteurs ou victimes d'abus sexuels lors de l'information judiciaire ou en réquisition.
Dans le cas des auteurs, un travail de qualité supposerait une connaissance méticuleuse du dossier. La prise de contact avec le sujet est également un enjeu majeur, car le comportement de l'adolescent peut compliquer le travail de l'expert (fuyant, agressif, mutique etc). L'examen comporte un entretien visant à comprendre la représentation de soi, le contexte familial et le passage à l'acte en lui-même qui est complété par des tests. Les questions posées à l'expert par l'autorité judiciaire porte souvent sur la personnalité du sujet, l'existence de problèmes psychologiques ou psychiatriques et les motivations. Dans le cas d'inceste fraternel, l'expert doit comprendre pourquoi les limites ont été franchies et dans quelle contexte. Pour cela, il est nécessaire d'étudier la signification des actes pour l'auteur présumé, la configuration familiale et la réaction des parents. Dans tous les cas, la sexualité du sujet, ses partenaires, ses expériences et l'acte reproché doivent être abordés avec l'enfant ou l'adolescent concerné, ce qui serait particulièrement délicat au vu d'un taux de reconnaissance des faits plus faibles que chez les adultes. Si les actes ont été commis par un groupe, l'expert doit examiné l'ensemble des personnes impliquées pour pouvoir comprendre la dynamique de groupe.
Dans le cas des victimes, le recours à l'expertise a souvent pour enjeu explicite ou implicite de juger de la crédibilité du témoignage de la victime. Or, le rôle de l'expert ne serait pas d'établir la vérité, ce rôle relevant du tribunal. Aucun texte de droit ne viendrait interdire ou autoriser cette pratique. Pourtant, certaines descriptions de la victime comme peu fiables pour des raisons de santé mentale peuvent influencer la procédure judiciaire ou le jugement. Il se peut toutefois que la victime souffre d'une pathologie mentale et ait bien été victime d'une agression sexuelle. Il se peut aussi que la victime ne présente pas de symptômes visibles, alors qu'elle a bien subis des abus sexuels. Les souffrances de la victimes peuvent également résulter de plusieurs facteurs dont tous ne sont pas forcément criminalisables. L'expert est également dépendant des éléments fournis par le sujet ou ses proches pour comprendre la trajectoire de vie de la victime. Par ailleurs, le témoignage de la victime peut être considéré comme une preuve à part entière. La vérité psychologique serait donc à distinguer de la vérité judiciaire.

#### Obligations légales applicables au personnel médical
En France, les professions médicales sont tenues au secret professionnel quant à la vie privée des patients. Toutefois il existe une obligation de signalement sous peine de poursuites judiciaires lorsque les victimes d'abus ou de violence sont vulnérables en raison de leur âge ou d'une incapacité physique ou psychologique. La démarche est individuelle et l'employeur ne peut s'y opposer. Par ailleurs, dans certains cas notamment le manque de surveillance ou l'absence de soins appropriés, le personnel médical pourrait également être poursuivi pour les fautes « d'imprudence, de négligence ou de manquement à une obligation de prudence ou de sécurité ». En revanche, le corps médical ne peut être poursuivi pour l'abus sexuel en lui-même s'il est commis par le patient mineur ou non.

### Aux États-Unis
Aux États-Unis, depuis 2006, les agresseurs sexuels mineurs peuvent faire l'objet d'un enregistrement et d'une notification dans le cadre de la loi Sex Offender Registration and Notification Act (SORNA). L'objectif de cette loi est de protéger les mineurs victimes répondant en ce sens aux demandes de la population américaine. Ces exigences de la société américaine apparaissent dans un contexte de médiatisation croissante des faits divers (meurtres, enlèvements) sur les enfants à partir des années 1980. Toutefois la chercheure Elizabeth Letourneau questionne l'hypothèse selon laquelle les enfants coupables d'abus deviendraient systématiquement des prédateurs sexuels une fois adultes. Elle considère ce point de vue comme erroné et réducteur. Plusieurs années d'études sur le sujet la mènent aux conclusions suivantes : la probabilité de récidive d'un enfant abuseur serait seulement de 2 à 3 %. Les lois actuelles seraient uniquement punitives et constitueraient une double peine pour les coupables en les stigmatisant, plutôt qu'en les aidant. Or, les enfants en question reproduiraient des traumatismes dont ils auraient été victimes ou agiraient par impulsion sans avoir conscience des conséquences de leurs gestes. Ainsi les mesures punitives auraient des répercussions négatives sur la vie des coupables. Elles augmenteraient le risque de tentatives de suicide et d'être soi-même victime d'un abus sexuel. La publication des noms des accusés peut avoir des effets pervers, les mineurs concernés étant souvent violentés ou harcelés en représailles de leurs actes. La chercheuse recommande plutôt des actions de prévention et considère que les enfants ne peuvent être traités comme des adultes par la justice.

### Au Québec
Des traitements spécifiques aux auteurs présumés d'agressions sexuelles mineurs ont été mis au point à partir de 1979 par l'Institut Philippe-Pinel. En 2007, 7 institutions québécoises proposaient ce type de traitement. Il est centré sur l'écoute du mineur en observant son enfance et son mode de vie. Les thérapies pouvant avoir lieu en groupe ou en individuel ou les deux. De plus, l'approche québécoise privilégierait la collaboration entre la justice et les professionnels de santé.

### En Belgique
Le groupados de SOS enfance de l'université libre de Bruxelles a produit des études et des thérapies dédiées. Ces actions sont mises en œuvre dans le cadre du décret sur l'enfance maltraitée. Dans une approche évaluative la plus souvent demandée par le juge de la jeunesse ou le parquet, les encadrants cherchent à comprendre les raisons d'agir du jeune, a-t-il agi en croyant découvrir la sexualité ou bien en ayant conscience de ces actes. La méthode d'évaluation repose sur une dizaine de séances d'entretiens cliniques et de tests psychologiques étalés sur une période de 4 à 5 mois.

## Couverture du sujet

### Dans les médias

#### En France
En 2006, quatre enfants sont soupçonnés d'avoir pratiqué des attouchements sur une petite fille de quatre ans à Jonquière dans une école maternelle. Une enquête est menée par la gendarmerie. L'hebdomadaire Marianne titre ironiquement à ce sujet « L’inspecteur voit des tournantes partout ».
En juillet 2017, le journal Madmoizelle.com publie un article intitulé « Le jour où l'un de mes élèves de maternelle a agressé sexuellement sa camarade ». Agathe, une institutrice de maternelle témoigne avoir dû faire face à une agression sexuelle entre deux élèves de sa classe respectivement âgés de 3 et 4 ans. Elle contacte alors plusieurs spécialistes du sujet qui répondent que les actes commis correspondent à la définition juridique du viol. Selon la pédopsychiatre Christine Barois et Emmanuelle Piet la présidente du Collectif féministe contre le viol, l'enfant à l'origine de l'agression n'aurait probablement pas conscience de la connotation sexuelle de son acte. L'acte ne serait toutefois pas à banaliser. Il faudrait se demander ce qui amène l'enfant à agir ainsi. Le directeur de l'école a été prévenu et a banalisé l'acte. Les spécialistes des violences sexuelles recommandent une prise en charge des deux enfants par des spécialistes : une assistante sociale et des professionnels de la santé mentale. L'enseignante à l'origine du témoignage dit avoir été surprise par les réactions culpabilisantes des parents d'élèves et des autres enseignants qui ont eu tendance à blâmer la victime. La journaliste conclut en insistant sur l'importance du travail de sensibilisation sur le sujet du consentement auprès des élèves. À la suite de la publication de l'article, le journal dit avoir reçu environ 70 témoignages. Leur nombre semblant montrer que le phénomène est relativement fréquent, la rédaction décide de dédier un dossier complet au sujet.
En 2019, en France, le journal Le Parisien relève plusieurs cas d'attouchements sexuels à l'école maternelle et primaire entre des enfants de 4 à 7 ans dans le département du Gard et à Paris, les parents d'une des victimes ayant d'ailleurs déposé une main courante. En 2021, La Dépêche rapporte la mise en examen à Calais d'un garçon de 12 ans soupçonné de viol et d'agression sexuelle sur un garçon de 5 à 8 ans et une fille de 11 à 14 ans.

#### Aux États-Unis
Aux États-Unis, le magazine de l'université Johns Hopkins relate comment Amie Zyla, agressé à l'âge de 8 ans par un garçon de 14 ans, a écrit aux autorités pour les sensibiliser à l'importance des agressions sexuelles entre mineurs, son abuseur ayant récidivé sur d'autres enfants. Son argument principal auprès du sous-comité sur le crime, le terrorisme, la sécurité intérieure et les enquêtes étant que les jeunes agresseurs sexuels deviendraient des prédateurs adultes. Ce témoignage a incité le législateur à ajouter une mesure d'enregistrement et de notifications des mineurs délinquants sexuels à la loi Sex Offender Registration and Notification Act dite SORNA (2006).

### Dans la littérature scientifique
Le notion d'agression sexuelle entre enfants aurait émergé dans le milieu des années 1980 dans la littérature. Les institutions américaines accueillant des enfants ayant commencé à voir leur responsabilité engagée à ce sujet à cette période. Dans les années 1990, la lutte contre les maltraitances, les violences sexuelles et la pédophilie s'intensifie. Les jeux sexuels entre enfants sont alors assimilés à la sexualité des adultes, sans prendre en considération que les enfants peuvent imiter les adultes sans avoir de connaissance sur la sexualité. De nos jours, le regard de la société semble prendre le chemin de la judiciarisation. Pour le cas de l'inceste, les abus des parents vers les enfants feraient l'objet de davantage de recherche que les abus entre les enfants d'une même famille,.

## Sensibilisation et prévention

### Au sein des familles
Les parents doivent être conscients que leur attitude servira de modèle à l'enfant. Jean Labbé rappelle que le sujet de l'éducation sexuelle ne fait pas l'unanimité entre les experts de la santé mentale. Il donne toutefois les préconisations suivantes. Il conseille aux parents de participer à l'éducation sexuelle de l'enfant avec des livres et des mots adaptés à l'âge. En l'absence d'informations, l'enfant risquerait de se tourner vers d'autres sources comme leurs pairs ou la pornographie. Pour éviter des comportements inadaptés de l'enfant, il est recommandé de lui inculquer « de barrières personnelles » et les notions de « vie privé, d'intimité ». Ainsi les parents respecteront certains moments d'intimité (habillage, douche etc). L'enfant devra être supervisé dans son utilisation d'internet pour éviter d'être confronté à des contenus inappropriés à son âge. Pour prévenir les abus sexuels à l'égard de l'enfant, les parents doivent lui apprendre à dire non, à distinguer les bons touchers des mauvais, à se confier si quelqu'un le met mal à l'aise et à différencier les bons secrets des mauvais. En cas de découverte fortuite d'un acte sexuel non abusif sur un autre enfant, mieux vaudrait proposer un autre jeu dans un premier temps. Dans un second temps, l'adulte pourra en reparler calmement avec l'enfant et lui inculquer les bonnes limites (discrétion, respect de l'autre). Mieux vaut également prévenir les parents de l'enfant tiers. Pour éviter les abus, les adultes doivent encourager les enfants à se respecter dans leurs jeux, en évitant de se faire mal mutuellement ou de se menacer, en respectant le non des autres ou le refus de ne pas vouloir participer à certains jeux et à faire appel à un adulte si certaines limites ne sont pas entendues.

### En France

#### Dispositions légales
En France, la loi du 4 juillet 2001 (art. L. 312-16.) dispose que « Une information et une éducation à la sexualité sont dispensées dans les écoles, les collèges et les lycées à raison d'au moins trois séances annuelles et par groupes d'âge homogène. Ces séances pourront associer les personnels contribuant à la mission de santé scolaire et des personnels des établissements mentionnés au premier alinéa de l'article L. 2212-4 du code de la santé publique ainsi que d'autres intervenants extérieurs conformément à l'article 9 du décret no 85-924 du 30 août 1985 relatif aux établissements publics locaux d'enseignement. Des élèves formés par un organisme agréé par le ministère de la santé pourront également y être associés. ». Le terme « école » est sujet à interprétation selon Margaux Collet, responsable des études et de la communication du Haut Conseil à l'égalité entre les femmes et les hommes, car il renvoie aussi bien à la maternelle qu'au primaire.
Selon le code de l'Éducation (article L312-17-1) « Une information consacrée à l'égalité entre les hommes et les femmes, à la lutte contre les préjugés sexistes et à la lutte contre les violences faites aux femmes et les violences commises au sein du couple est dispensée à tous les stades de la scolarité. Les établissements scolaires, y compris les établissements français d'enseignement scolaire à l'étranger, peuvent s'associer à cette fin avec des associations de défense des droits des femmes et promouvant l'égalité entre les hommes et les femmes et des personnels concourant à la prévention et à la répression de ces violences. ».

#### État des lieux
Cependant les actions de sensibilisation en maternelle existe mais ne semblent pas généralisées selon un rapport du Haut Conseil à l'égalité entre les femmes et les hommes. Sur un échantillon représentatif de 3 000 écoles interrogées sur l'année scolaire 2014-2015, seules 25 % des écoles ont mis en place des actions de sensibilisation. Les initiatives prises concernent majoritairement les classes de CM1, CM2 à l'école élémentaire, de 4e, de 3e et de 2d pour le secondaire. Le sujet est principalement abordé sous l'angle reproductif notamment à travers les thématiques suivantes : « la biologie/reproduction, l’IVG/contraception, le VIH/Sida et la notion de « respect » », les dimensions sociales et politiques notamment « les questions de violences sexistes et sexuelles ou d’orientation sexuelle » étant moins abordées. Les principaux freins identifiés par le rapport sont le manque de formation du personnel de l'éducation nationale, de moyens financiers, de temps dédié et l'intégration disciplinaire qui ne favorise pas une approche transversale. Les élèves ont donc rarement accès à une sensibilisation continue sur le sujet. Ils se tournent donc vers des sources extérieures, comme internet, les médias, les réseaux sociaux ou encore la pornographie. Ils peuvent se sentir démunis face à la quantité d'informations disponibles. Par conséquent, certains pourraient fonder leur jugement sur des sources erronées ayant une vision normative de l'égalité entre les femmes et les hommes voire s'y opposant, ce qui peut aussi être le cas de leurs parents. Le rapport préconise une sensibilisation renforcée et continue diffusant un discours à la fois positive et égalitaire en s'inspirant de la Suède et du Canada. La forme devrait changer et mettre de côté « les mises en garde et les cours magistraux » pour laisser plus de place à la parole des participants.

#### Exemples d'actions de sensibilisation
Sonia Lebreuilly, éducatrice en santé sexuelle et socio-sexologue, témoigne avoir créé un outil d'aide à la sensibilisation dédié à des grandes sections de maternelle et ce à la demande d'une mairie après des attouchements lors des récréations. Elle explique avoir adapté son discours à l'âge des enfants et ne pas avoir utilisé directement le terme d'agressions sexuelles. Elle a eu recours à des poupons et a invité les enfants à respecter le corps de l'autre en lui demandant son accord et en prenant en considération son langage corporel dans les contextes intimes.
Interrogée par Madmoizelle.com, Agathe, institutrice de maternelle, rapporte avoir parlé avec ses élèves de la notion de consentement. Les élèves ont pu prendre la parole et abordé ses propres limites et les moments où celles-ci n'ont pas été respectées. L'institutrice a aussi utilisé les phrases-clés : « Ton corps t’appartient ! » et « Quand c’est non, c’est non ! ».

### En Suisse
Une étude suisse de 2013 sur les violences sexuelles entre adolescents donne les recommandations suivantes en matière de prévention. Les contextes violents favoriseraient la survenue de violences sexuelles. Lutter contre la violence en général permettrait donc de minimiser les risques, c'est pourquoi les chercheurs recommandent notamment aux écoles une philosophie de non-violence. Il conviendrait également de renforcer les actions de sensibilisation auprès des jeunes en ciblant particulièrement les groupes à risques, si possible en s'adaptant au public avec l'utilisation par exemple des nouveaux médias. L'approche devrait être transversal en s'intégrant notamment à d'autres programmes de sensibilisation sur d'autres thèmes (violence, migration, santé, médias etc). Les chercheurs recommandent de renforcer la détection, (sensibilisation précoce, dépistage) et l'accompagnement des familles. Sur le phénomène du cyberharcèlement, ils préconisent une meilleure information des parents et le développement des compétences médiatiques chez les jeunes. En milieu scolaire, l'ensemble du personnel encadrant (enseignants, directeurs, personnels de santé, travailleurs sociaux) devraient être mieux formé. Les autorités devraient soutenir les établissements scolaires dans des actions de dépistage et de mises au point de dispositifs d'alerte. L'éducation sexuelle et les débats dédiés aux violences sexuelles pourraient également aider les jeunes à adopter des comportements plus respectueux envers leurs pairs. Par ailleurs, les écoles devraient accompagner les agresseurs en leur proposant des formations anti-agressions. À l'échelle nationale, il serait nécessaire de former des groupes de travail pluridisciplinaire sur le sujet rassemblant des membres de la société civile, des spécialistes et des personnalités politiques et de favoriser une meilleure coordination inter-cantonales des acteurs déjà existants.